# Ángeles San José
Ángeles San José (Madrid 1961) és una pintora espanyola que viu i treballla a Madrid, amb una llarga trajectòria expositiva complementada amb l'obtenció de nombroses beques i premis.

## Biografia
Nascuda a Madrid, dels 7 als 9 anys va tenir una malaltia i no va poder anar a col·legi; passava el dia llegint i dibuixant. Quan estava acabant el COU (curs per l’ingrés a la  Universitat) va decidí que es dedicaria a la pintura, d’una forma més o menys intuïtiva, atès que des de sempre dibuixava i volia dedicar-se a quelcom creatiu. Va matricular-se a Belles Arts i començà a fer retrats i vendre els apunts del natural per pagar la carrera. Per a ella “pintar és una forma de pensar”.

## Trajectòria professional
Llicenciada en Belles Arts a la Facultat de Belles Arts de la Universitat Complutense de Madrid el 1984, va iniciar la seva carrera artística exposant a la galeria Machón de Madrid. La seva obra en els inicis era matèrica, però anirà evolucionant cap a solucions més intimistes. Ha estat influenciada pel pintor alemany Gerard Richter, un dels artistes amb més reconeixement internacional, que ha emprat una gran varietat de llenguatges com ara l'informalisme, el realisme i l'expressionisme abstracte.
San José utilitza la pintura d'una forma molt personal conjuminant aquesta amb la fotografia i el dibuix per a la construcció d'imatges monocromes a partir de l'ús dels mínims elements. San José treballa d'una manera serial tant en les seves obres pictòriques com fotogràfiques. La seva pintura ofereix subtils matisos en el tractament específic del color i la matèria, amb valors que revelen les diferències en la seva gradació cromàtica i la seva densitat.
Beatriz Herráez, directora de l’Artium Museoa (Museu d’Art Contemporani del País Basc) ha escrit sobre la seva pintura: “Una obra assossegada que reflexiona sobre els límits de la representació, en què l'experiència del temps depositat, acumulat en cada projecte, adquireix una presència material que subratlla el caràcter processual de la proposta”. Alfonso de la Torre escriu sobre San José: "Potser una de les notes més indiscutides del seu treball sigui la radical interioritat que, més que una raresa, és una distinció que el constitueix, la declaració vehement d'una plenitud com a pintora. En certa manera, San José proposa que només aquest qüestionament de la visibilitat que exerceix com a creadora, aquesta fragmentació del visible, aquest posar en dubte la percepció i tal freqüent màgia de l'ocultació, serà el que ens permeti avançar darrere dels enigmes de la representació i, així, la seva interrogació és tan radical com clàssica: què són les aparences? Però, també, què és la realitat? En aquest deambular en els límits del que és real, cavalcant a les fronteres del que és visible, és fonamental l'ús que fa, també, de pintura i fotografia, confonent-se les fronteres d'ambdues."

## Beques i premis
Al llarg de la seva carrera va fruir de diverses becas i premis. Els anys 1984 i 1985 va obtenir la beca de Pintura d'Ayllon i la beca de recerca FPI del Plan Nacional Español de ayuda a la investigación; el 1991 va rebre la beca d'Artes Plásticas de BANESTO i el 1995 la de pintura de ENDESA (Madrid). L'any 1985 va rebre el segon premi de pintura del Segundo Salón de Pintura Joven de Madrid i el 1990 el segon premi de la Tercera Bienal de Artes Plásticas de la Ciudad de Albacete.

## Exposicions

### Individuals
Va iniciar la seva carrera expositiva a la galeria Machón de Madrid l'any 1989, amb la qual va exposar en els primers Arcs. Després continuà treballant amb aquesta galeria, fent exposicions individuals els anys 1991, 1993, 1996, 1998, 2001, 2003, 2004, 2007; paral·lelament va portar les seves obres a les galeries Alcolea i Alejandro de Sales de Barcelona, així com a la galeria Trayecto de Vitòria (País Basc) els anys 1994 i 1996. Des de 2011, exposa sovint a la galeria Adora Calvo de Salamanca. La col·laboració amb Adora Calvo ha estat molt fructífera. El 2011 van treballar en el muntatge de l'exposició titulada “Iceberg 250 km. al nord del Cercle Polar”. San José explica la complexitat de la tècnica emprada en els quadres exposats: "Són creats a partir de capes de resina, que els dona molta profunditat i una sensació de certa atemporalitat. De fet són cuadres que requereixen un procés molt llarg de treball perquè cada capa ha d'estar seca i estabilitzada abans de continuar." A més de les pintures va incloure una sèrie de fotos de Groenlàndia en aquesta exposició i explica per què: "Quand vaig ser a Groenlandia vaig fer prop de 1.500 fotografies. N'hi havia algunes que em semblaven que tenien un aspecte molt més pictòric que no pas una vinculació amb la fotografia documental o de natura".
Les seves exposicions responen a un intent de "crear un context que faciliti la concentració en cada obra, fixar la mirada. Compartir l’experiència (interessant o no) de mirar atentament quelcom indefinit o fràgil, insignificant, mancat de contrast, informe…”
El crític d'art Javier Olivares va comentar l'obra de San José el 1991. Entre altres coses, explica: “El pas per la pintura d’Ángeles San José ens ha mostrat etapes d’encertada abstracció, en la que posteriorment es van incloure imatges definides i definibles. També ens ha deixat, en la seva penúltima fase, la sàvia fusió d’allò modern amb la història de l’art. Tractats de forma subtil, paradigmàtics retrats renaixentistes ens feien retrobar un concepte de delicada bellesa, creació només a l’abast d’algú que posseeix no només els recursos tècnics tradicionals de la pintura, sinó la mirada moderna del disseny gràfic. Que recupera mitjançant l’emulsió fotogràfica imatges d’aura única que assumeixen el seu pas d’una època a una altra, en l'era de la reproductibilitat tècnica de la imatge.”
Maria Escribano escriu sobre la seva exposició “Paisatges 1991-1992”, presentada a la Galería Alejandro Sales el 1992: “Ángeles San José insisteix una vegada més a recordar-nos la convencionalitat de l’espai del quadre i no oculta, sinó que potencia l’engany fins a acabar convertint-se en un ingredient més. El bastidors continuen en aquests “Paisatges” complint una missió formal i conceptual que es un tema recurrent en tota la seva pintura i que marca la necessitat d’una distància per trencar la literalitat de les nostres apropiacions i per que adquireixin tot el seu sentit.”

### Col·lectives
Des dels anys vuitanta, l'obra d'Ángeles San José ha estat present en rellevants mostres col·lectives de caràcter internacional: Galerie Wirth (Zuric, Suïssa, 1990); Centro Atlántico de Arte Moderno (Las Palmas, 1996); Museo Nacional Centro de Arte Reina Sofía (Madrid, 2004); “Auga Doce”, GAIAS (Santiago de Compostel·la 2014), així com en fires d'art contemporani com ARCO, Art Basel, Art Taipei, Art Moscow, Artesantander.
Les seves obres es troben en molts museus i col·leccions: Col·lecció Wirth de Zuric (Suïssa), Museo José Luís Cuevas Mèxic, Museu de Arte Contemporánio de Madrid, Museo de Ayllon (Segòvia), Ayuntamiento de Pamplona, Museo Provincial de Terol, Museo d'Albacete, Museo de Vitoria, Fundació Suñol, Col·lecció del Banco de España (Madrid), Ayuntamiento de Madrid, Fundació Caixa de Pensions (Barcelona), Comunidad Autónoma de Madrid, Col·lecció Testimoni LA CAIXA (Barcelona), Col·lecció Caja Madrid (Madrid), Col·lecció Los Bragales Santander.